# Lilium wardii
Lilium wardii là một loài thực vật có hoa trong họ Liliaceae. Loài này được Stapf ex F.C.Stern miêu tả khoa học đầu tiên năm 1932.